# Johanna Schwedes

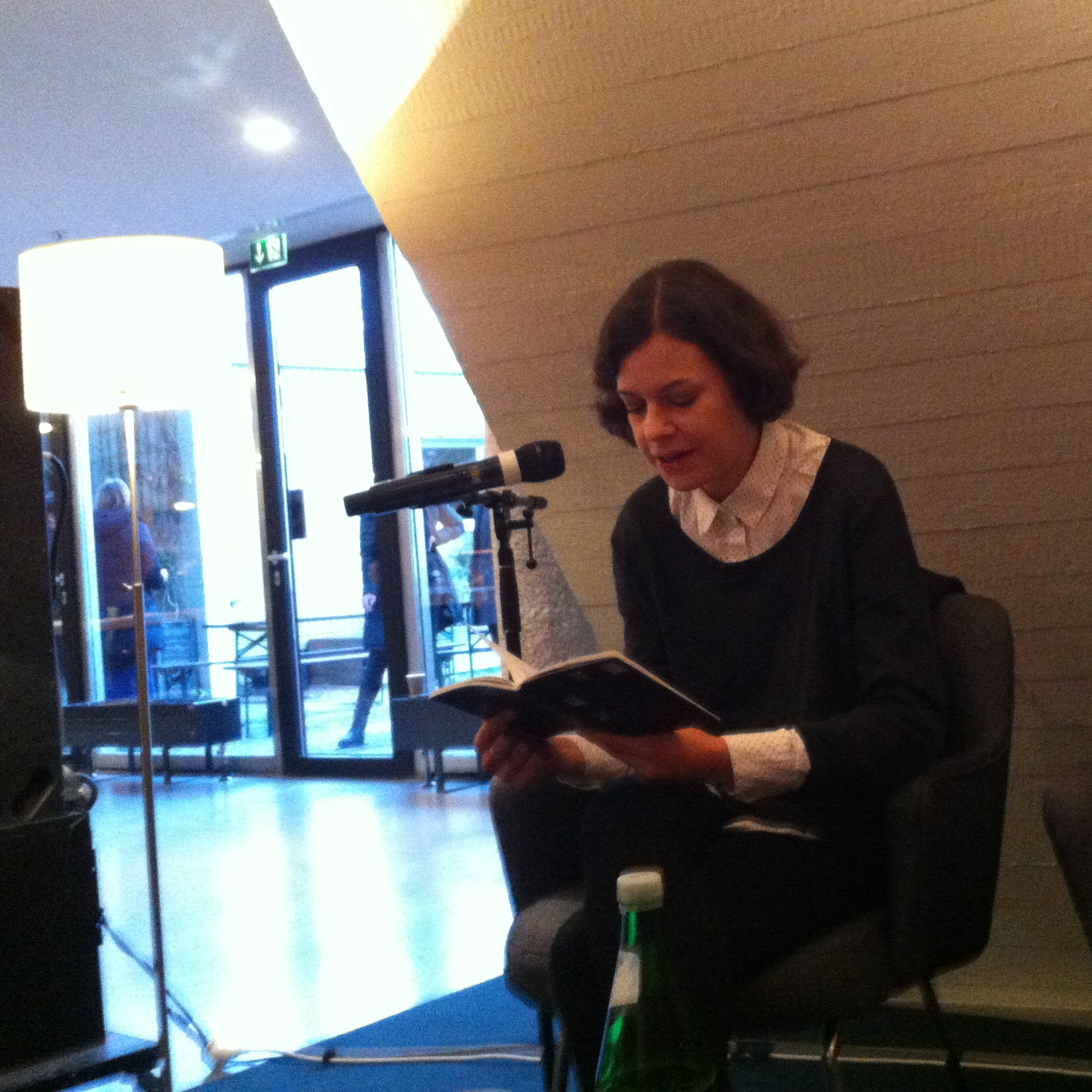
Schwedes auf einer Lesung während Berlindependent 2018

Johanna Schwedes (* 1979 in Frankfurt am Main) ist eine deutsche Schriftstellerin.

## Leben
Sie  lebt in Leipzig. Sie studierte Germanistik und Philosophie in Frankfurt und Berlin und anschließend Lyrik und Prosa am Deutschen Literaturinstitut. Sie ist Mutter eines Kindes.
Von ihr erschienen die Lyrikbände „Den Mond unterm Arm“ Reinecke & Voß, Leipzig 2010 und „Der Asphalt klingelt, ich geh ran“, ebenda 2018. Zahlreiche ihrer Arbeiten wurden zu Vorlagen für Werke der zeitgenössischen Musik. Insbesondere der Komponist Johannes X. Schachtner widmete sich mehrfach ihren Arbeiten.
Außerdem erschienen Texte von ihr in Zeitschriften, Anthologien und im Internet.
Theo Breuer lobte  auf Poetenladen „ihre zärtlich-herben Verse“ für „deren Bildstärke“; auch Stefan Schmitzer auf Lyrikwelt sieht „viele schöne, unverbrauchte Bilder“ er konstatiert außerdem einen „authentischen Grundton, den sich die Autorin hoffentlich lange bewahren wird.“ Hellmuth Opitz nennt  sie auf „Das Gedicht“ eine „feine poetische Stimme“ und als „auf eine gute Weise gedankenlos ...“ bezeichnet Elisa Weinkötz auf Fixpoetry ihre Texte. Ralf Julke kam in der Leipziger Internet Zeitung zu folgendem Schluss: „Die Bilder sind so zwingend, dass man sich fragt: Was haben denn die ganzen Lyriker in den vergangenen 1.000 Jahren getrieben? Hatten die Eier auf den Augen?“

## Werke
- Johanna Schwedes: Den Mond unterm Arm. 1. Auflage. Reinecke & Voß, Leipzig 2010, ISBN 978-3-9813470-4-3.
- Johanna Schwedes: Der Asphalt klingelt, ich geh ran. 1. Auflage. Reinecke & Voß, Leipzig 2018, ISBN 978-3-942901-31-4.